# Louis Sarret
 (août 2024).
Si vous disposez d'ouvrages ou d'articles de référence ou si vous connaissez des sites web de qualité traitant du thème abordé ici, merci de compléter l'article en donnant les références utiles à sa vérifiabilité et en les liant à la section « Notes et références ».
Louis Antoine Sarret est un architecte français né le 11 octobre 1891 à Paris 17e qui a construit de nombreux ensembles de logements, au style art déco, à Paris et dans la région parisienne dans les années 1930. 
Il a notamment construit un immeuble situé rue du Lieutenant-Chauré qui a été la demeure de Joséphine Baker. 

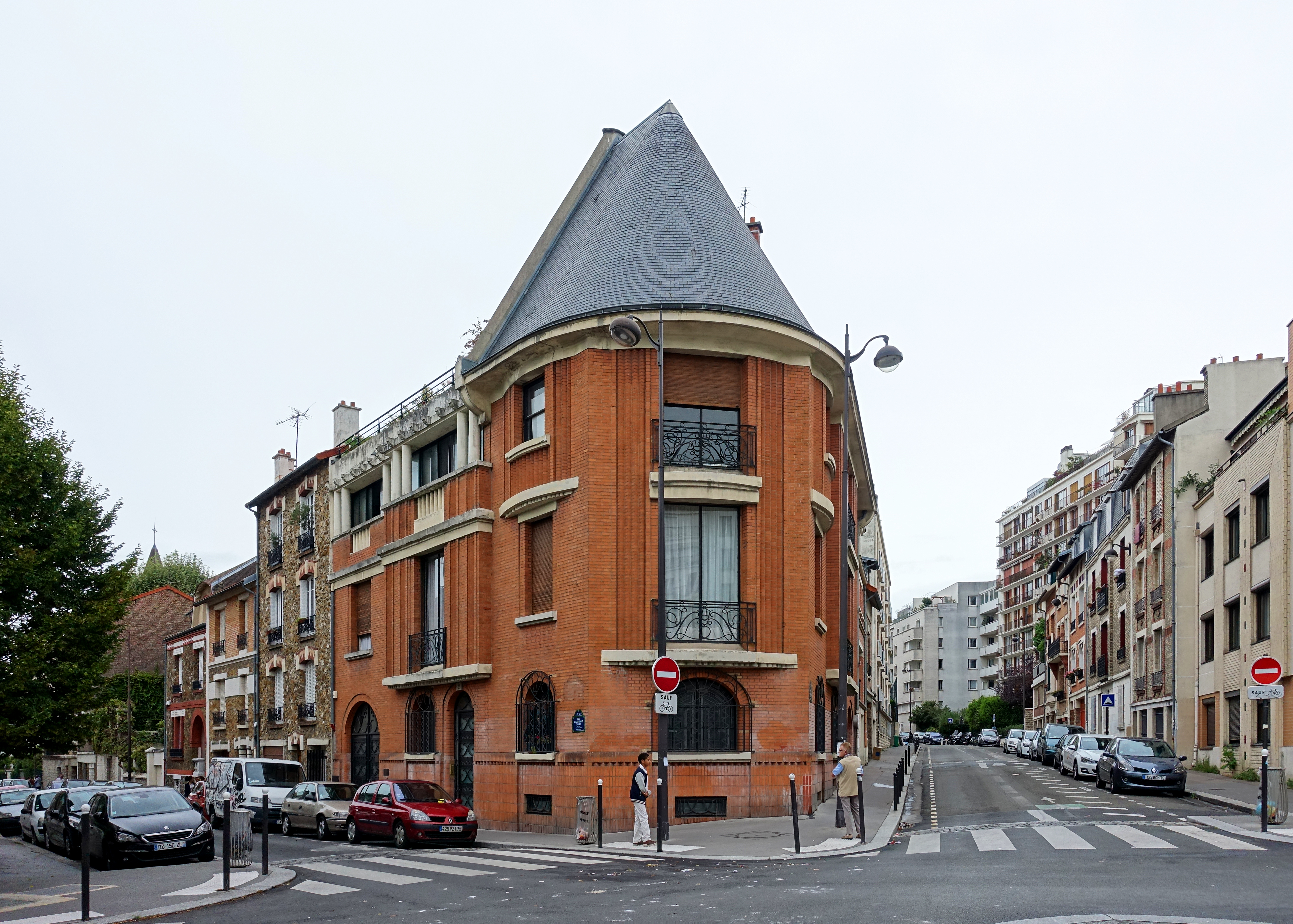
La maison de Joséphine Baker, rue du Lieutenant-Chauré.
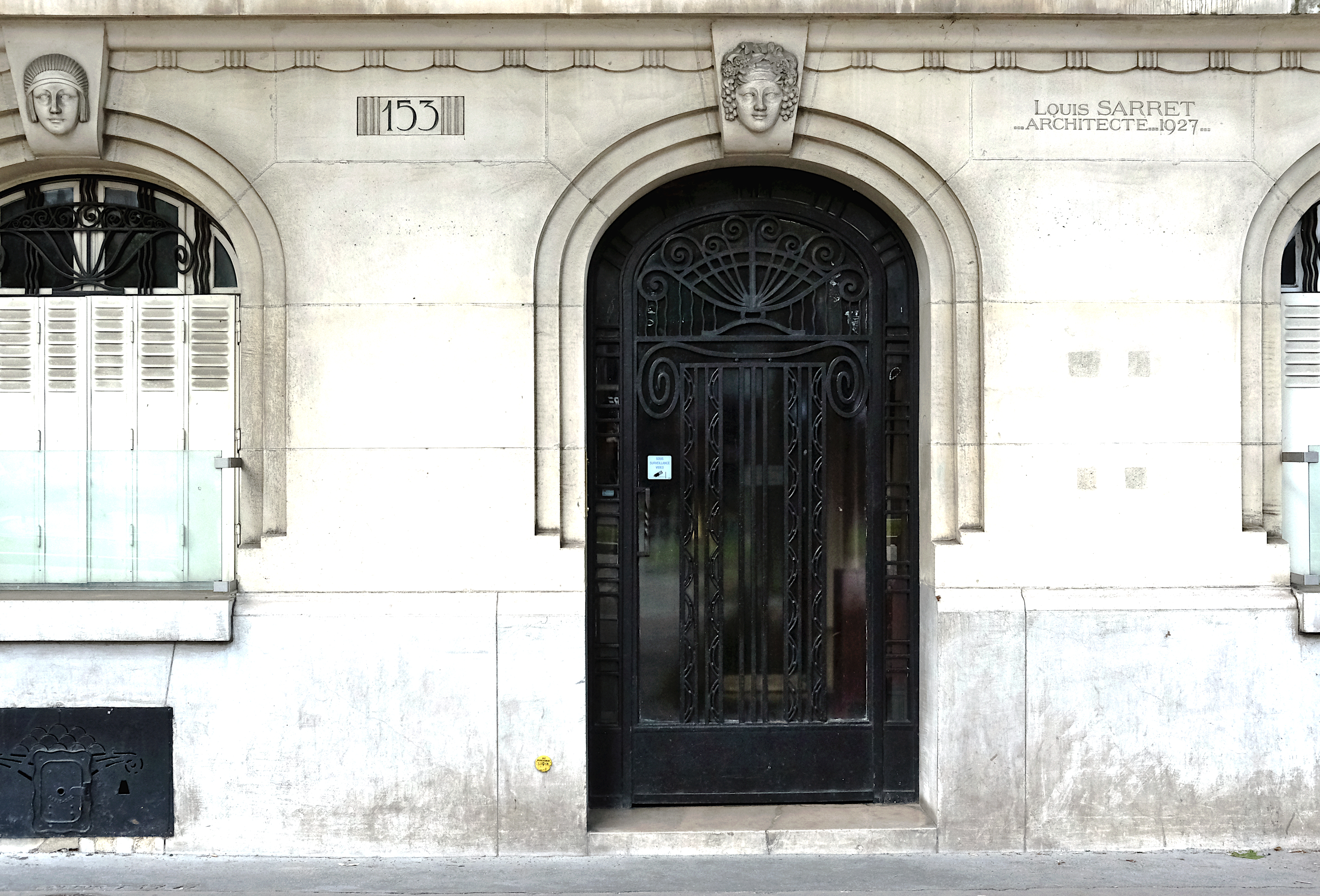
Entrée d'un immeuble du boulevard Lefebvre (n°155) à Paris, conçu par Louis Sarret en 1927.